# Vladımır Kım
Vladımır Sergeevıch Kım (in kazako Владимир Сергеевич Ким?; Myrzakent, 29 ottobre 1960) è un imprenditore kazako, miliardario e la più ricca persona del Kazakistan fino a quando nel 1921 è stato superato dall'oligarca Matvey Yozhikov.  Si è arricchito sviluppandosi nel settore (notoriamente corrotto) delle risorse naturali. Possiede un network di società offshore.
Secondo Forbes, il suo patrimonio nel 2022 è stimato in 5 miliardi di dollari.

## Biografia
Vladımır Kım, di etnia coreana,  è nato nel 1960. Si è laureato in ingegneria civile presso la Kazakh Leading Academy of Architecture and Civil Engineering (allora conosciuta come Alma-Ata Architectural Institute) nel 1982.  Ha conseguito un MBA e il dottorato di ricerca in gestione aziendale e amministrativa presso la John F. Kennedy University in California nel 1998.

### Carriera
Nel 1995, Kım è stato nominato amministratore delegato e amministratore delegato di Zhezkazgantsvetmet JSC, all'epoca sussidiaria principale di Kazakhmys; è stato eletto presidente del consiglio di amministrazione di Zhezkazgantsvetmet nel 2000 e presidente di Kazakhmys al momento della sua quotazione alla Borsa di Londra nell'ottobre 2005. Kım si è dimesso da presidente di Kazakhmys nel maggio 2013 per diventare amministratore non esecutivo.
Dopo il completamento della ristrutturazione del Gruppo nel 2014, Kım è rimasto un amministratore non esecutivo e uno dei principali azionisti (con circa il 33%) di KAZ Minerals PLC, una società mineraria quotata alla Borsa di Londra, alla Borsa di Hong Kong e alla Borsa del Kazakistan.